# ایم سونگ هان
ایم سونگ هان (کره‌ای: 임영란؛ زادهٔ ۲۴ اوت ۱۹۶۰) فیلم‌نامه‌نویس اهل کره جنوبی است.
او بیشتر به خاطر درام‌های افسانه افسونگر و رؤیاهای شیشه‌ای شناخته می‌شود.